# Piekiełko (przystanek kolejowy)
Piekiełko – przystanek osobowy w miejscowości Piekiełko, w województwie małopolskim w Polsce; leży na Turystycznym Szlaku Kolejowym Przez Karpaty.